# Arsakiden (Armenien)

Standarte der Arsakiden

Die Arsakiden (armenisch Արշակունիներ Aršakuni) regierten das Königreich Armenien von 54 bis 428. Sie waren ursprünglich eine Seitenlinie der iranisch-parthischen Arsakiden, wurden seit dem 3. Jahrhundert aber eine eindeutig armenische Dynastie. Die arsakidischen Könige regierten in den chaotischen Jahren nach dem Fall der Artaxiden zunächst mit Unterbrechungen das zwischen Parthern und Römern umkämpfte Land, bis im Jahr 62 n. Chr. Trdat I. die arsakidische Herrschaft in Armenien sicherte. Eine weitere, unabhängige Königslinie wurde von Vologaeses II. (Valarses/Vagharshak) im Jahr 180 in Iberien etabliert. Zwei der wichtigsten Ereignisse unter den Arsakiden war die Konversion Armeniens zum Christentum durch Gregor den Erleuchter im Jahr 314 (gemäß armenischer Tradition bereits 301) und die Schaffung des Armenischen Alphabetes um 400 durch Mesrop Maschtoz.

Das Königreich Armenien unter den Arsakiden im Jahr 150.

## Frühe Arsakiden
Das erste Erscheinen der Arsakiden auf dem armenischen Thron war um das Jahr 12, als der parthische König Vonones I. wegen seiner prorömischen Politik und westlichen Lebensart aus Parthien vertrieben wurde. Vonones I. erwarb in kurzer Zeit mit Einverständnis der Römer den armenischen Thron, aber Artabanos II. verlangte seine Absetzung, und da der römische Kaiser Augustus keinen Krieg mit den Parthern beginnen wollte, setzte er Vonones I. ab und schickte ihn nach Syria ins Exil. Artabanos verschwendete keine Zeit und setzte seinen Sohn Orodes als König in Armenien ein. Augustus’ Nachfolger Tiberius hatte nicht vor, diesen Pufferstaat im Osten aufzugeben und sandte seinen Neffen und Erben Germanicus nach Osten. Dieser schloss mit Artabanos einen Vertrag, in dem Artabanos als König und Freund der Römer anerkannt wurde.
Armenien wurde im Jahr 18 an Zeno, den Sohn Polemons I. Eusebes von Pontus gegeben, der den armenischen Namen Artaxias III. annahm. Die Parther unter Artabanos waren durch innere Kämpfe zu geschwächt, um dagegen etwas zu unternehmen. Artaxias' Herrschaft war eine bemerkenswert friedliche Zeit in der armenischen Geschichte. Als Artaxias 34 starb, entschied sich Artabanos, wieder einen Arsakiden einzusetzen und wählte seinen ältesten Sohn Arsakes als geeigneten Kandidaten aus. Der Thron wurde ihm aber durch den jüngeren Sohn Artabanos’ Orodes streitig gemacht. Tiberius konzentrierte schnell mehr Truppen an der römischen Grenze, und wieder einmal wurde Armenien nach einem Jahrzehnt Frieden für die nächsten 25 Jahre zum Schauplatz der Kriege zwischen den zwei mächtigsten Staaten der damals bekannten Welt. Tiberius schickte einen Iberer namens Mithridates, der sich als Arsakide ausgab. Mithridates gewann Armenien zurück und setzte die Arsakiden ab, was zu großen Verwüstungen im Land führte. Überraschenderweise wurde Mithridates zurück nach Rom gerufen und als Gefangener gehalten, und Armenien wurde an Artabanos und seinen jüngeren Sohn Orodes gegeben.
Nach dem Tod Artabanos’ brach in Parthien erneut ein Bürgerkrieg aus. Mithridates wurde mit Hilfe seines Bruders Parsman I. von Iberien aus der Dynastie der Parnawasiden und römischer Truppen wieder König. Der parthische Bürgerkrieg dauerte bis zur Thronbesteigung des Gotarzes II. im Jahr 45. 51 fiel der Neffe Mithridates’ Rhadamistos in Armenien ein und tötete seinen Onkel. Der Gouverneur Kappadokiens Julius Pailinus entschied sich, Armenien zu erobern, hielt sich aber wegen der Krönung Rhadamistos’ zurück und wurde von diesem reich belohnt. Der parthische König Vologaeses I. sah eine Gelegenheit, in Armenien einzufallen, und verdrängte die Iberer. Der folgende strenge Winter überforderte die Parther aber, und sie zogen sich zurück und ließen damit Rhadamistos wieder auf den Thron kommen. Erneut an der Macht war der Iberer laut Tacitus so grausam, dass die Armenier den Palast stürmten und Rhadamistos zwangen, das Land zu verlassen. So konnte dann Vologaeses I. seinen Bruder Trdat I. auf den Thron bringen.

## Zwischen Rom und Parthien
Beunruhigt über den wachsenden parthischen Einfluss schickte Kaiser Nero seinen General Gnaeus Domitius Corbulo mit einer großen Armee in den Osten, um die Klientelkönige der Römer wieder einzusetzen. So kam es zum Partherkrieg. Trdat I. entkam und ein römischer Klientelkönig wurde wieder eingesetzt. Der von Rom ernannte König Tigranes VI. fiel 61 in Adiabene, einem Vasallenstaat der Parther, ein. Vologaeses I. betrachtete dies als einen aggressiven Akt Roms und begann einen Feldzug, um Trdat wieder an die Macht zu bringen. Nach der Schlacht von Rhandeia im Winter 62/63 wurde das Kommando der römischen Legionen wieder an Corbulo gegeben. Dieser marschierte nach Armenien und schlug sein Lager bei Rhandeia auf, wo er mit Trdat I. im Jahr 63 einen Vertrag abschloss. Trdat wurde als König anerkannt, wurde aber Vasall Roms. Trdat willigte ein und ging nach Rom, um durch Nero persönlich seine Krone zu erhalten. Trdat I. herrschte in Armenien bis zu seinem Tod oder Absetzung um 100/110. Osroes I. fiel in Armenien ein und setzte seinen Neffen Axidares, Sohn des Pakoros, als König ab und setzte stattdessen dessen Bruder Parthamasiris ein.

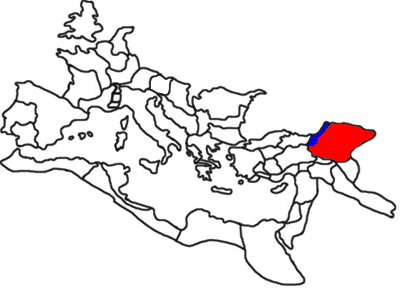
Großarmenien (rot) und Kleinarmenien (blau) als Teil des Römischen Reiches.

Dieser Eingriff in die traditionelle Einflusssphäre des römischen Reiches stellte einen Bruch des Vertrags von Rhandeia und beendete den seit der Zeit Neros vor 50 Jahren bestehenden Frieden und startete einen neuen Krieg mit dem jetzigen Kaiser Trajan. Dieser marschierte im Oktober 113 Richtung Armenien um den römischen Vasallenkönig wieder einzusetzen. Osroes I. sandte im Jahr 113 Botschafter nach Athen, um den Kaiser umzustimmen und einen Krieg abzuwenden. Er bat Trajan, dass Parthamasiris den Thron erhalten könne. Trajan ging darauf nicht ein und nahm im August 114 Arsamosata ein. Parthamasiris  hatte zuvor vergeblich in Elegeia am Euphrat um seine Bestätigung gebeten und war von den Römern getötet worden. Trajan annektierte nun das Königreich. Als römische Provinz wurde Armenien zusammen mit Kappadokien vom Statthalter Lucius Catilius Severus regiert.
Zu dieser Gelegenheit ließ der römische Senat eine Münze prägen mit der Inschrift: ARMENIA ET MESOPOTAMIA IN POTESTATEM P.R. REDACTAE, was Armeniens Position als neueste römische Provinz verfestigte. Eine Rebellion durch den parthischen Thronanwerber Sanatruces wurde niedergeschlagen, allerdings setzten sich die Aufstände sporadisch fort und Vologaeses III. schaffte es kurz vor Trajans Tod im August 117, einen großen Teil Armeniens zu erobern. Aber der neue Imperator Hadrian gab 118 die Eroberungen Trajans im Osten auf und machte Parthamaspates zum König Armeniens und der Osrhoene, allerdings besaß Vologaeses III. den größten Teil des Landes. Schlussendlich wurde mit den Parthern eine Vereinbarung erzielt und der Parther wurde als Vologaeses I. zum Herrscher in Armenien. Er regierte Armenien bis nach 136. Vologaeses IV. sandte seine Truppen 161 nach Armenien und vernichtete dort die römischen Legionen des Legatus C. Severianus und ermutigt durch den Spahbod Osroes marschierten die parthischen Truppen weiter westwärts bis nach Syria.

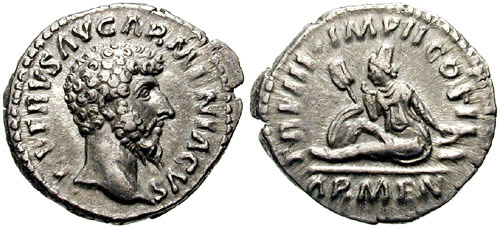
Münze zum Sieg des Lucius Verus' Armeniacus gegen Vologaeses IV. im Krieg um Armenien

Mark Aurel sandte schnell seinen Mitkaiser Lucius Verus an die Ostfront. 163 beauftragte Lucius Verus General Marcus Statius Priscus Licinius Italicus, der vor kurzem aus dem römischen Britannien mit mehreren Legionen aus Antiochia am Orontes nach Armenien geschickt worden war. Vologaeses’ Armee zog sich aus Artaxata zurück und Priscus setzte eine römische Marionette namens Sohaimos auf den Thron. Pakoros, von dem oft angenommen wurde, er sei von Vologaeses IV. eingesetzt worden, hat wohl zuvor bereits seit 140 in Armenien regiert und war 161 zu den Römern geflohen. Als Ergebnis der Antoninischen Pest unter den römischen Truppen nahmen die Parther 166 die meisten ihrer verlorenen Territorien wieder ein und zwangen Sohaimos zum Rückzug nach Syria. Nach einer Reihe von Eingriffen durch römische und parthische Herrscher holte sich der Sohn Vologaeses I. von Armenien namens Vologaeses II. ca. 180 den Thron. Im Jahr 191 bestieg er als Vologaeses V. den parthischen Thron und setzte seinen Sohn Chosroes I. als armenischen König ein. Chosroes wurde von den Römern gefangen genommen, die einen der ihren als Herrscher einsetzten. Doch die Armenier selbst erhoben sich gegen ihre römischen Oberherren und mit einem neuen römisch-parthischen Kompromiss wurde Chosroes’ Sohn Trdat II. zum König von Armenien.

## Sassaniden und Armenien
224 verdrängt Ardaschir I. die Arsakiden in Parthien und beginnt die neue persische Dynastie der Sassaniden. Die Sassaniden wollten den alten Ruhm der Achämeniden wiederherstellen, machten den Zoroastrismus zur Staatsreligion und beanspruchten Armenien als Teil ihres Reiches. Um die Autonomie der Arschakuni in Armenien zu erhalten, suchte Trdat II. freundliche Beziehungen zu Rom. Dies war eine unglückliche Wahl, weil der Sassanidenkönig Schapur I. die Römer besiegte und mit Kaiser Philippus Arabs einen Friedensvertrag abschloss, in dem Rom einwilligte Tribute zu zahlen und Armenien abtrat. 252 fiel Schapur I. in Armenien ein, zwang Trdat II. zu Flucht und setzte seinen eigenen Sohn Hormizd I. auf den armenischen Thron. Als Schapur I. 270 starb, wurde Hormizd I. sein Nachfolger und sein Bruder Narseh herrschte für ihn in Armenien. Unter Kaiser Diokletian versuchte Rom Chosroes II. als Herrscher in Armenien einzusetzen, und zwischen 279 und 287 war er im Besitz des westlichen Teils Armeniens. Aber die Sassaniden stachelten einige Adelige zum Aufstand an, in dessen Verlauf Chosroes II. getötet wurde. Als Narseh im Jahr 293 den persischen Thron bestieg, wurde Chosroes’ Mörder zum König. Nichtsdestoweniger besiegte Rom 298 Narseh, und Chosroes’ Sohn Trdat III. gewann mit Hilfe römischer Soldaten die Kontrolle über Armenien.

## Christianisierung

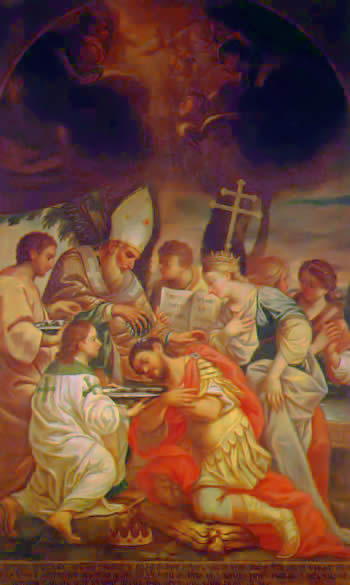
Die Taufe des Trdat III.

314 bekehrte Gregor der Erleuchter König Trdat III. und die Angehörigen des Hofes zum Christentum. Traditionell wird dieses Ereignis gemäß Mikayel Chamchian auf das Jahr 301 angesetzt. Das armenische Alphabet wurde durch Mesrop 406 mit der Absicht der Übersetzung der Bibel entworfen, und so markiert der Beginn der Christianisierung auch den Beginn der armenischen Literatur. Laut Moses von Choren hatte Isaak der Große um 411 das Evangelium aus dem syrischen übersetzt. Diese Arbeit muss wohl als unvollkommen angesehen worden sein, so dass bald danach Johann von Egheghiatz und Joseph von Baghin nach Edessa geschickt wurden, um die Schriften zu übersetzen. Sie reisten bis nach Konstantinopel und brachten Kopien des griechischen Textes mit. Mit der Hilfe anderer Kopien aus Alexandria wurde die Bibel ausgehend vom griechischen Text der Septuaginta und der Hexapla des Origenes’ übersetzt. Diese Version, die heute noch von der armenischen Kirche benutzt wird, wurde um 434 vervollständigt.

## Niedergang
Im Jahr 337 während der Herrschaft Chosroes II. des Kleinen fiel Schapur II. in Armenien ein. Während des folgenden Jahrzehnts war Armenien wieder einmal ein umstrittenes Gebiet zwischen Ostrom und den Sassaniden, bis zu einer endgültigen Abmachung 387, die bis zur arabischen Eroberung Armeniens 639 bestand. Die arsakidischen Herrscher blieben mit Unterbrechungen (wetteifernd mit den bagratidischen Fürsten) in Besitz einer gewissen Macht und dienten als Gouverneure der Byzantiner oder als Marzbane der Sassaniden bis 428.